# Garat (Charente)
Garat ist eine Gemeinde mit 2111 Einwohnern (Stand 1. Januar 2022) im westfranzösischen Département Charente in der Region Nouvelle-Aquitaine.

## Lage
Die Gemeinde Garat liegt in einer Höhe von etwa 105 Metern ü. d. M. etwa elf Kilometer (Fahrtstrecke) südöstlich von Angoulême in der alten Kulturlandschaft des Angoumois. Die beiden Flüsschen Échelle und Anguienne queren bzw. begrenzen Teile des Gemeindegebiets.

## Bevölkerungsentwicklung
| Jahr      | 1962 | 1968 | 1975 | 1982 | 1990 | 1999 | 2006 | 2016 |
| Einwohner | 630  | 684  | 918  | 1255 | 1484 | 1482 | 1729 | 2027 |

In der ersten Hälfte des 19. Jahrhunderts hatte die Gemeinde meist zwischen 800 und 950 Einwohner; infolge der Reblauskrise im Weinbau und der Mechanisierung der Landwirtschaft sank die Einwohnerzahl danach kontinuierlich auf die Tiefststände der 1920er bis 1960er Jahre ab. Wegen der Nähe zu Angoulême und den auf dem Lande deutlich niedrigeren Immobilienpreisen ist in den letzten Jahrzehnten wieder ein deutlicher Anstieg der Bevölkerungszahlen zu verzeichnen.

## Wirtschaft
Die Einwohner der Gemeinde lebten jahrhundertelang nach den Prinzipien der Selbstversorgung von der Landwirtschaft; lediglich die Stadt Angoulême kam als Marktplatz infrage. Vom 18. bis ins 20. Jahrhundert gab es zwei Webereien im Ort. Die Böden der Gemeinde gehören zwar noch zu den Bons Bois des Weinbaugebietes Cognac, doch sind die Absätze bei teuren Weinbränden und selbst bei Wein in den letzten Jahrzehnten eher rückläufig, so dass der Weinbau keine Rolle mehr spielt.

## Geschichte
Bis zur Französischen Revolution gab es auf dem Gebiet der heutigen Gemeinde zwei Pfarreien – Garat und Ladoux (auch Sainte Cathérine genannt). Der Weiler Ladoux wurde jedoch in der Zeit der Hugenottenkriege (1562–1598) verwüstet.

## Sehenswürdigkeiten

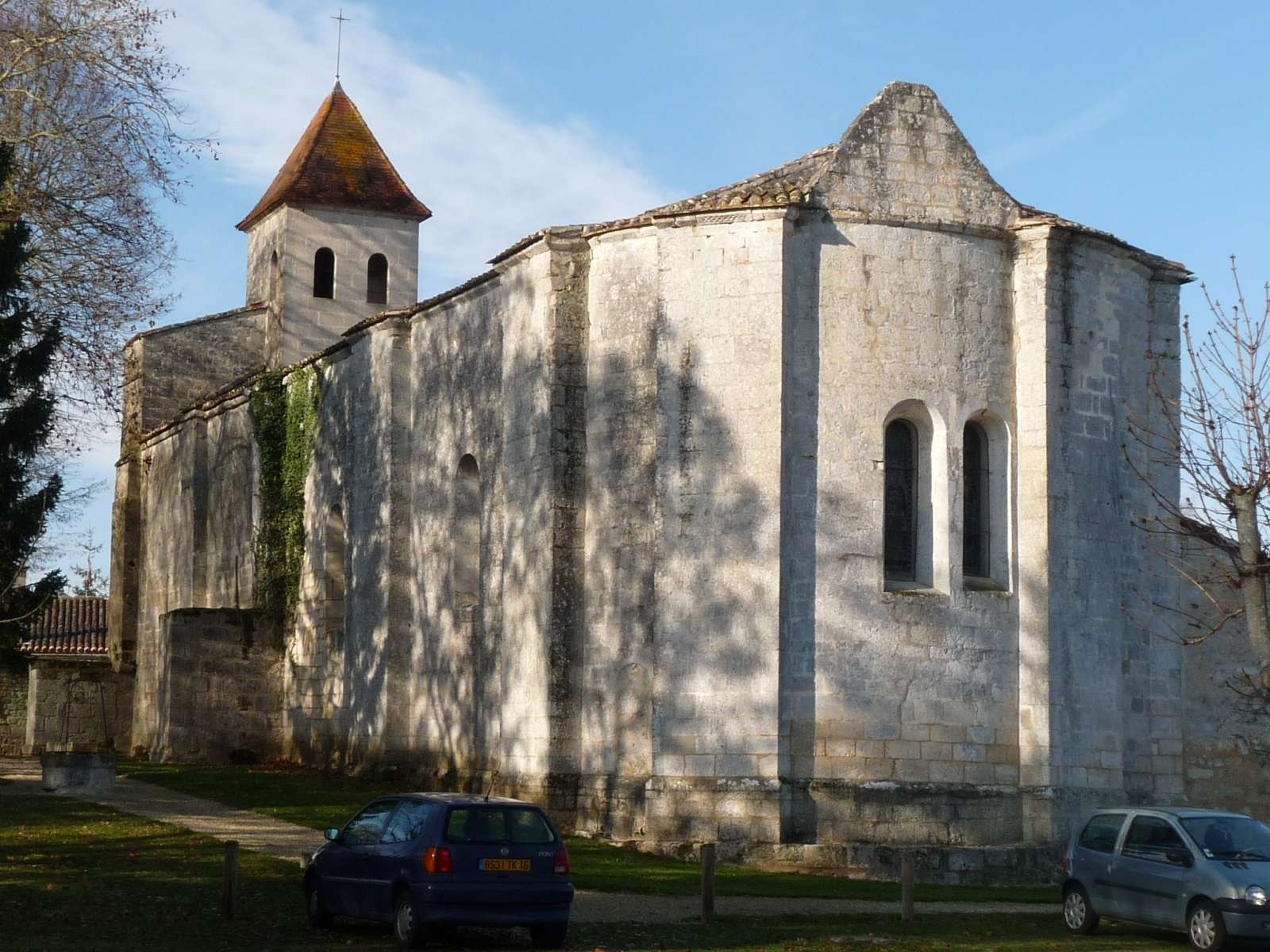
Église Saint-Pierre-aux-Liens

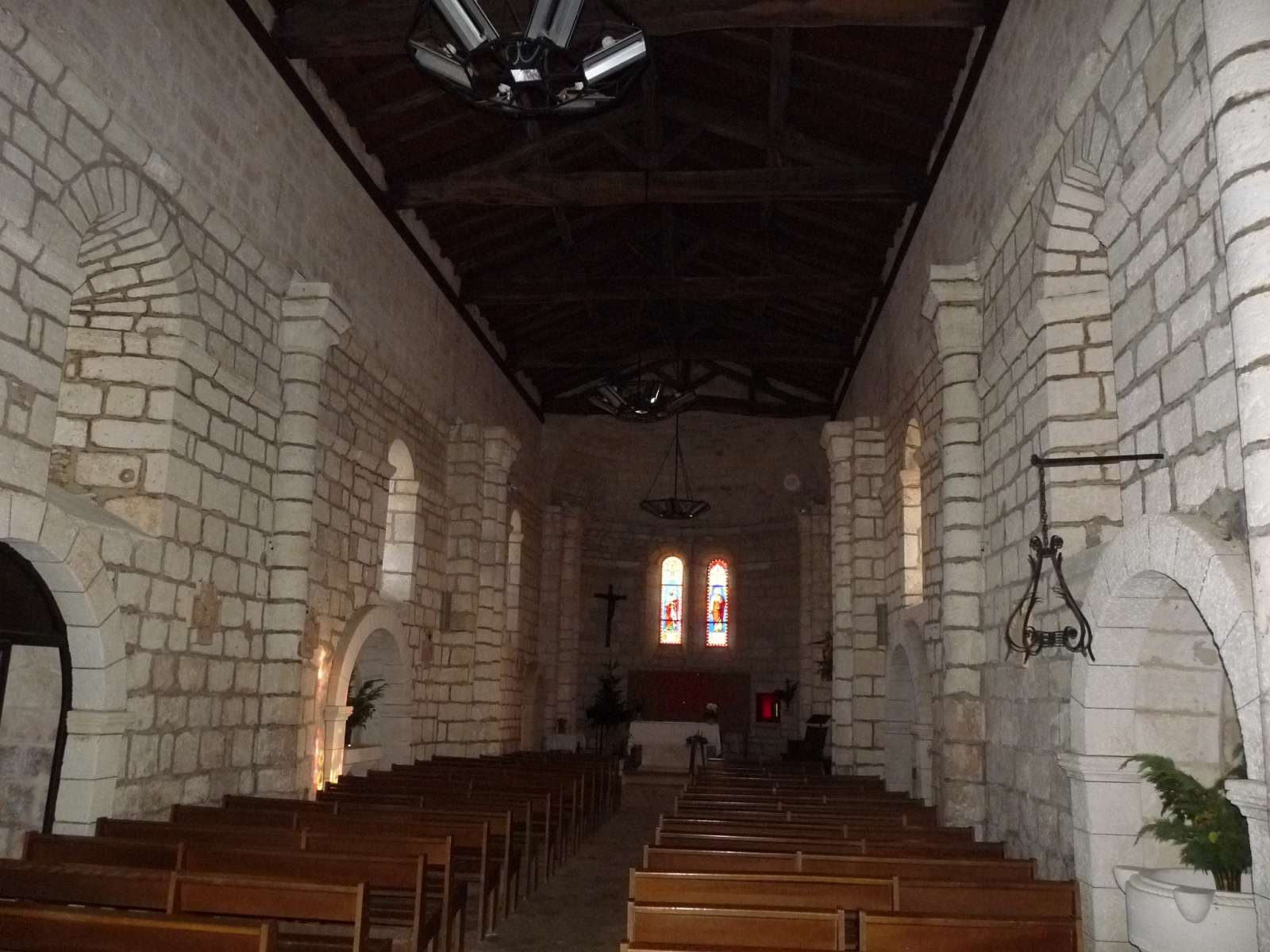
Innenansicht der Kirche

- Die langgestreckte romanische Pfarrkirche Saint-Pierre-aux-Liens stammt aus dem ausgehenden 12. Jahrhundert. Die Außenwände der Apsis und des Langhauses sind vollkommen schmucklos und nur durch Strebepfeiler gegliedert. Die von Strebepfeilern gerahmte Westfassade zeigt ein leicht angespitztes, aber unprofiliertes Archivoltenportal mit gemauerten Säulen, die sich ebenso am darüber befindlichen Fenster wiederfinden. Die Schallöffnungen des kleinen – im 19. Jahrhundert von einem Glockengiebel zu einem Glockenturm umgestalteten – Aufbaus sind völlig schmucklos. Wie die Halbsäulenvorlagen der Kirchenschiffwand zeigen, war der gesamte Bau ursprünglich eingewölbt, doch während der Ostermesse des Jahres 1629 stürzte das Gewölbe ein und beschädigte wohl auch große Teile des Mauerwerks; auch die halbkugelförmige Wölbung der Apsiskalotte ist später erneuert worden. In der Folge wurden die Wände neu aufgebaut und ein flacheres Ziegelsteingewölbe eingezogen, das jedoch 1991 Risse zeigte und abgerissen wurde; daraufhin erhielt das Langhaus einen modernen offenen Dachstuhl. Die inneren Laibungen der Fenster sind allesamt abgeschrägt; zwei Gesimse umspannen die gesamte Kirchenwand einschließlich der Apsis. Die Fassade der Kirche wurde bereits im Jahr 1926 als Monument historique[1] anerkannt.
- Das in Privatbesitz befindliche Château de la Tranchade (45° 37′ 8″ N, 0° 14′ 26″ O) stammt ursprünglich aus dem 14. Jahrhundert – aus dieser Zeit ist jedoch nur noch der auf quadratischem Grundriss errichtete Donjon erhalten; danach wurde der Bau wiederholt modernisiert – zuletzt im 20. Jahrhundert. Der Schlossbau ist seit dem Jahr 1970 als Monument historique[2] anerkannt.
- Das Logis de l’Ermitage im Weiler Bragette stammt in wesentlichen Teilen aus dem 18. Jahrhundert, wurde jedoch im 19. Jahrhundert in neogotischem Stil modernisiert.

## Persönlichkeiten
- Jean-Baptiste Bouillaud (1796–1881), Arzt und Gehirnforscher, wurde im Logis de l’Ermitage geboren.
- Bernard Bourreau (* 1951), Radrennfahrer